# سد الدريكيش

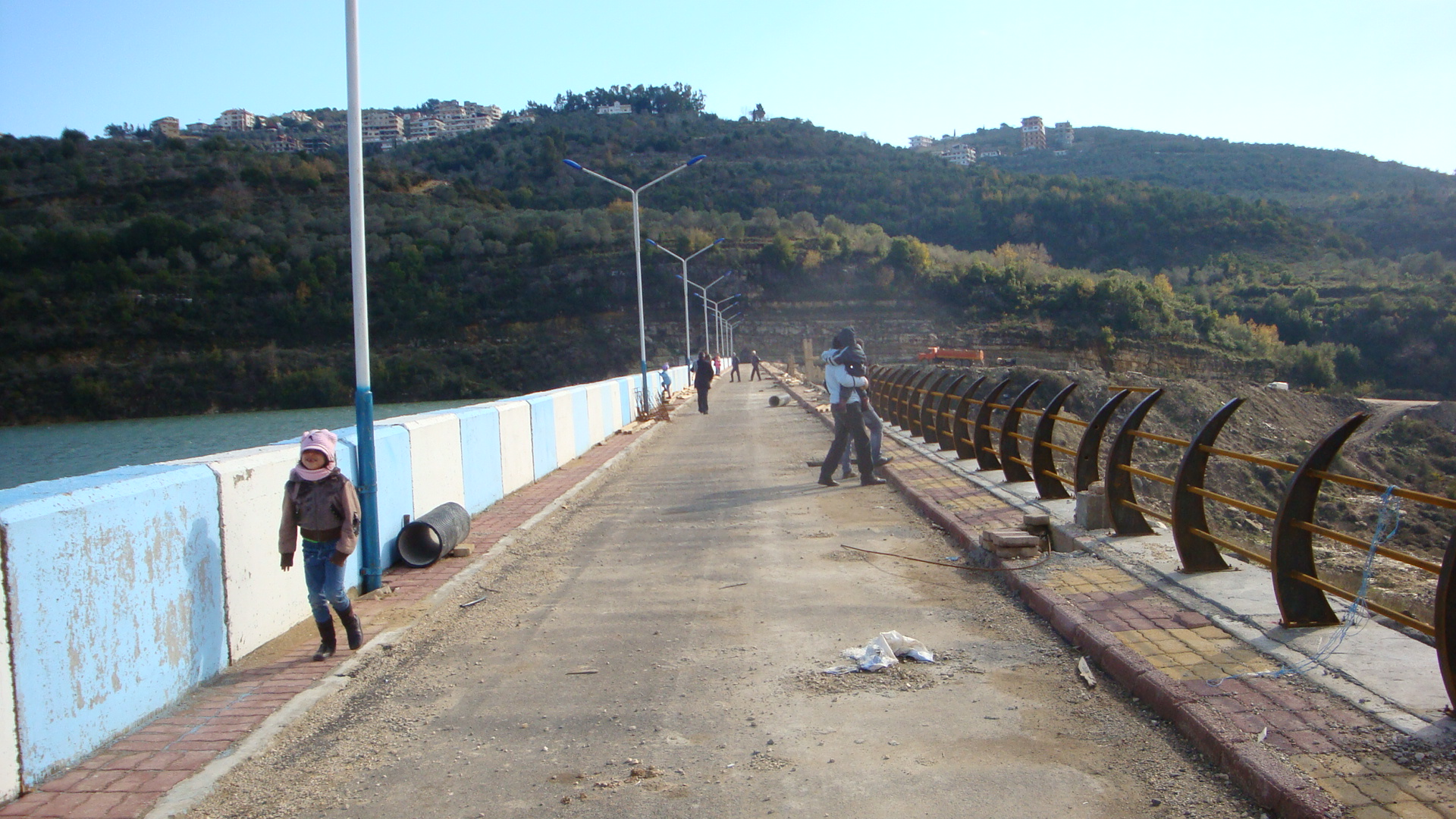
DAM ON TOP

سد الدريكيش هو سد يقع في سوريا.

## الموقع والمواصفات
سد الدريكيش يقع في محافظة طرطوس منطقة الدريكيش قرب قرية الدلبة على نهر قيس في سورية تطل عليه قرى البريخية وسريغس وحاموش رسلان والدلبة والمراج ومدينة الدريكيش، يبلغ طول السد 276 متر عند القمة وارتفاعه 41 مترا وتشكلت خلف السد بحيرة الدريكيش ويبلغ طولها 1 كم ومتوسط عرضها 350 متر تنهي عند نبع الدلبة المغذي لها دوما وهو مصدر رئيسي لمياه الشرب في المنطقة والسد ركامي قليل التكلفة، بني بمواصفات جيدة جداً، يعطي تغذية باطنية للينابيع الجوفية تبلغ 23 مليون متر مكعب، عدا سعته التخزينية الظاهرية البالغة 6 ملايين متر مكعب، والسد مبني على نهر قيس الذي يمثل أحد روافد نهر حصين البحر، حيث تبلغ موارده المائية 76 مليون متر مكعب بفضل معدل هطل مطري يزيد عن 1200مم سنويا.

## بناء السد
تمت المباشرة في بناء السد من قبل فرع مديرية الموارد المائية بطرطوس بتاريخ 26/6/1999 على نهر قيس واستمر خمسة عشر سنة ثم تم انجاز الطبقة الاسفلتية من قبل الشركة العامة للبناء والتعمير عام 2015 بجهود وتقنيات عالية تم انجاز مشروع السد على مراحل ورغم تعثر بناء السد لمدة من الزمن إلا أنه تم بنجاح وبدأ فعلياً تحقيق غاياته الأساسية.

المفيض

تيارات المياه وهي تمر

## السد وفوائده
البحيرة التي تكونت من السد بحجم تخزين يبلغ 6 ملايين متر مكعب يستفاد منها إضافة لتخزين كمية كبيرة من المياه، الاستفادة منها من الناحية السياحية بالإضافة لتخزين مالا يقل عن 23مليون متر مكعب في الطبقات الجوفية.
وهو مخصص لمياه الشرب وليس للري، ويسمى الحبس الأعلى لسد الحصين المتوقع أن يحبس 52 مليون متر مكعب، ويهدف في دراسة الجدوى الخاصة به إلى تحقيق الأمن المائي لـ«دمشق»، في حين تحقق هذه السدود الصغيرة «سد الدريكيش» وغيره من سدود الحبس الأعلى الأمن المائي لمنطقة الساحل السوري، وهذه السدود مهما بلغت تكلفتها فهي حاجة ماسة تضعها الدولة السورية كأولوية للحفاظ على كل قطرة ماء تهطل سواء كانت السدود كبيرة أم صغيرة.
يعدّ «سد الدريكيش» ركامياً تم بناؤه من «البالست»، وعلى وجهه الأمامي من جهة الماء معزول بشاشة إسفلتية كاتمة للمياه، وهو مدعم بستار إسمنتي لربط الأساسات «بالشاشة الإسفلتية»، وهو آمن للغاية -بعكس ما قيل عنه- مقارنة مع «سد زيزون» الغضاري الذي انحلت تربته مع الماء وانهار، كما أنه متابع بوجه دوري ومستمر، وتم إنشاء قنوات جانبية لمعالجة التسرب الذي قد يضغط على جسم السد».

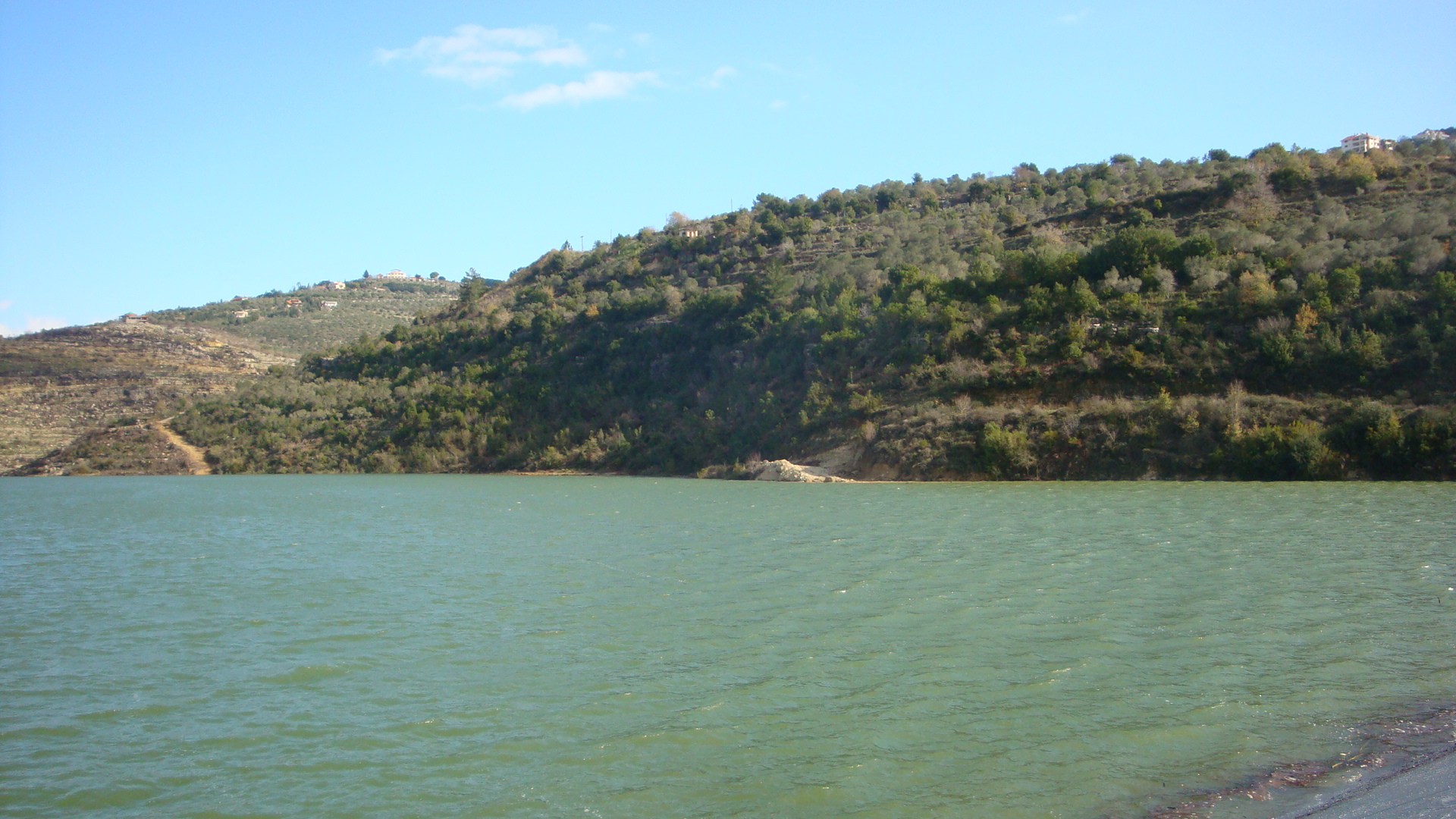

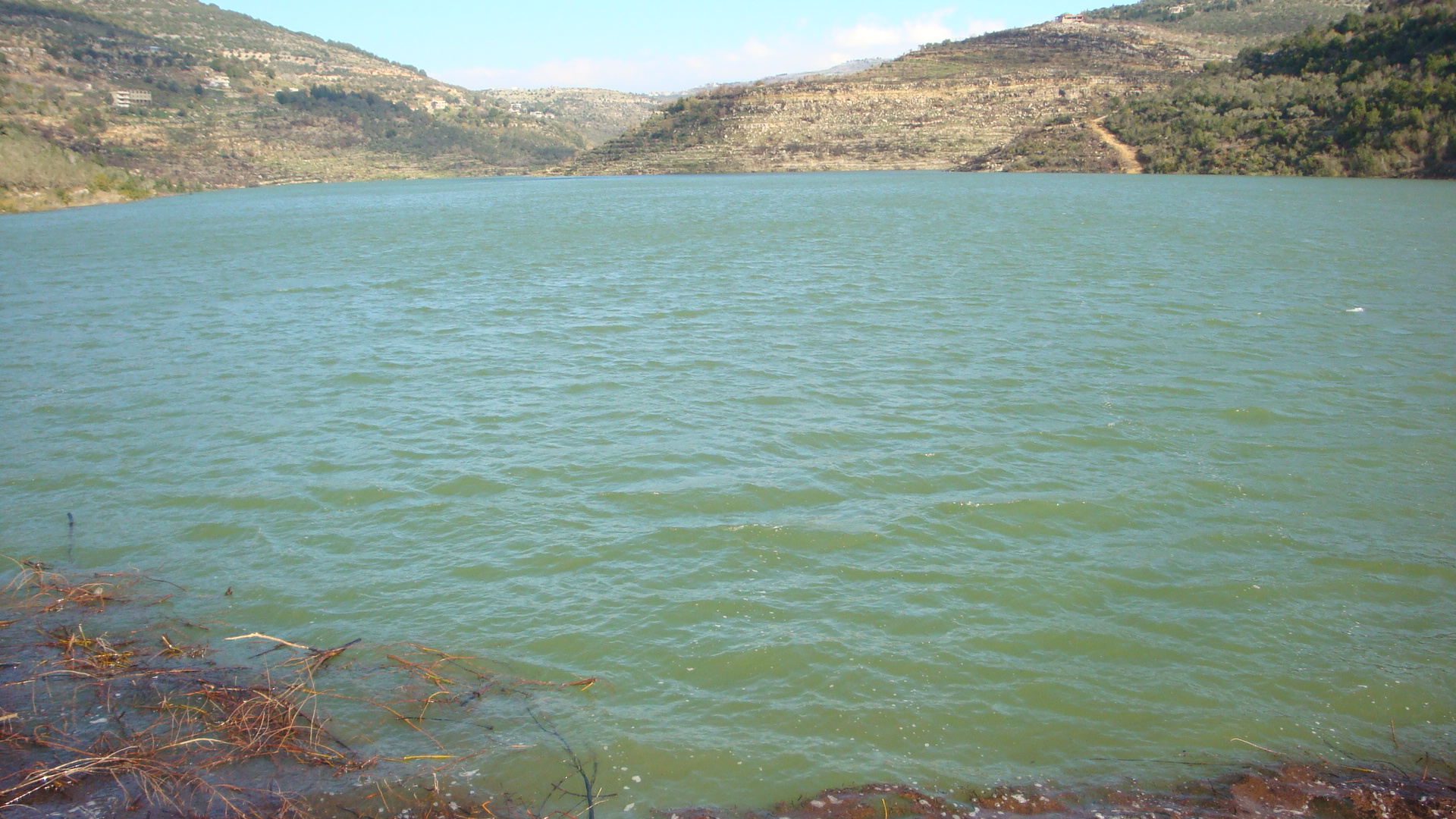